# Khanith
Khanith (en arabe خنيث, khanīth) est un terme arabe en langue vernaculaire utilisé en Oman et dans les pays de la péninsule arabique et dénote le rôle de genre attribué aux hommes qui se comportent sexuellement, et d'une certaine manière socialement, comme des femmes. Le mot est étroitement lié au mot arabe mukhannath (en arabe مخنث, « efféminé »), un terme en arabe classique se référant aux individus ayant une nature efféminée.
John Money résume ce qui est présenté par Unni Wikan dans un article intitulé Man becomes woman: Transsexualism in Oman as a key to gender roles. Selon lui, le mukhannath est celui qui est « en dessous » dans une relation entre hommes. C'est pourquoi les khanith sont considérés comme des hommes et sont souvent reconnus comme étant un « rôle de genre alternatif ». Ils sont parfois présentés comme étant transgenres ou travestis, même si les khanith sont encore décrits avec des noms masculins et traités comme des hommes dans le droit. En raison de cette confusion dans la terminologie, de nombreuses personnes se réfèrent aux khanith en utilisant directement ce terme.
Les khanith sont considérés comme une catégorie spécifique de troisième genre en Oman. Bien qu'ils se comportent comme des femmes et ont des relations homosexuelles avec d'autres hommes, à un moment donné, ils pourraient « devenir un homme » et abandonner leur mode de vie pour se marier et avoir des enfants,